# من الغسق حتى الفجر 2: تكساس بلود موني
من الغسق حتى الفجر 2: تكساس بلود موني (بالإنجليزية: From Dusk Till Dawn 2:Texas Blood Money)‏ هو فيلم رعب تم انتاجه في الولايات المتحدة وصدر سنة 1999 من بطولة روبرت باتريك وبو هوبكنز وهو الجزء الثاني في سلسلة أفلام من الغسق حتى الفجر.

## القصة
5 مجرمون يخططون لسرقة بنك في المكسيك لكن في الطريق يتعرضون لحادت مرور لذا تتعطل سيارتهم و يذهبون إلى حانة و لكنهم لا يعلمون انها تحتوي على مصاصي دماء.

## وصلات خارجية
- من الغسق حتى الفجر 2: تكساس بلود موني على موقع IMDb (الإنجليزية)
- من الغسق حتى الفجر 2: تكساس بلود موني على موقع روتن توميتوز (الإنجليزية)
- من الغسق حتى الفجر 2: تكساس بلود موني على موقع نتفليكس (الإنجليزية)
- من الغسق حتى الفجر 2: تكساس بلود موني على موقع ألو سيني (الفرنسية)
- من الغسق حتى الفجر 2: تكساس بلود موني على موقع Turner Classic Movies (الإنجليزية)
- من الغسق حتى الفجر 2: تكساس بلود موني على موقع أول موفي (الإنجليزية)
- من الغسق حتى الفجر 2: تكساس بلود موني على موقع فيلمافينيتي (الإسبانية)
- من الغسق حتى الفجر 2: تكساس بلود موني على موقع قاعدة بيانات الأفلام السويدية (السويدية)
- من الغسق حتى الفجر 2: تكساس بلود موني على موقع قاعدة بيانات الفيلم (الإنجليزية)
- من الغسق حتى الفجر 2: تكساس بلود موني على موقع ليتربوكسد (الإنجليزية)

من الغسق حتى الفجر 2: تكساس بلود موني على IMDb
من الغسق حتى الفجر 2: تكساس بلود موني على Rotten Tomatos
من الغسق حتى الفجر 2: تكساس بلود موني على AllMovies